# Route nationale 619a
La route nationale 619A, ou RN 619A, était une antenne de la RN619 assurant la liaison de celle-ci avec le village de Molitg-les-Bains (station thermale).

Elle a été déclassée en 1973 dans le réseau départemental en tant que RD 14.

On remarquera que toutes les stations thermales du département étaient reliées au réseau routier national, même si elles n'étaient pas directement situées sur le tracé d'une route nationale (RN115A vers La Preste, RN116A vers Vernet-les-Bains).